# Austrolejeunea
Austrolejeunea là một chi rêu trong họ Lejeuneaceae.